# Loch Tay
Loch Tay (schottisch-gälisch: Loch Tatha) ist ein Süßwassersee im Schottischen Hochland. Er liegt in den Council Areas Perth and Kinross und Stirling etwa 50 km westlich von Perth. Loch Tay ist gemessen an der Größe der Wasseroberfläche von etwa 26 km² der sechstgrößte See Schottlands.

## Beschreibung

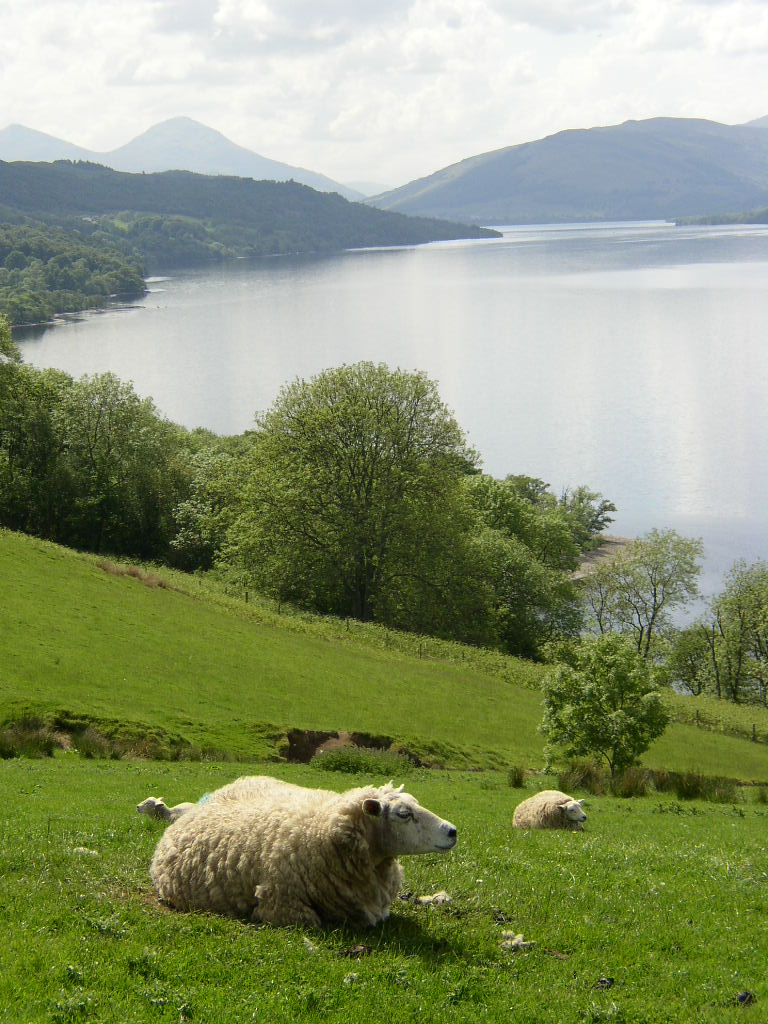
Am Ufer des Loch Tay

Loch Tay hat die typisch langgezogene Form eines in der Eiszeit durch Gletscher entstandenen Sees. Er ist ungefähr 23 Kilometer lang, aber nur ein bis eineinhalb Kilometer breit. Das Wasservolumen umfasst circa 1,6 km³. Die größte Tiefe des Sees liegt bei 150 Meter. Die durchschnittliche Tiefe beträgt 61 Meter. Loch Tay liegt S-förmig zwischen den Orten Killin am Südwest-Ende und Kenmore am Nordost-Ende. Bei Killin fließen die Flüsse Lochay und Dochart in den See, bei Kenmore verlässt ihn der River Tay. 

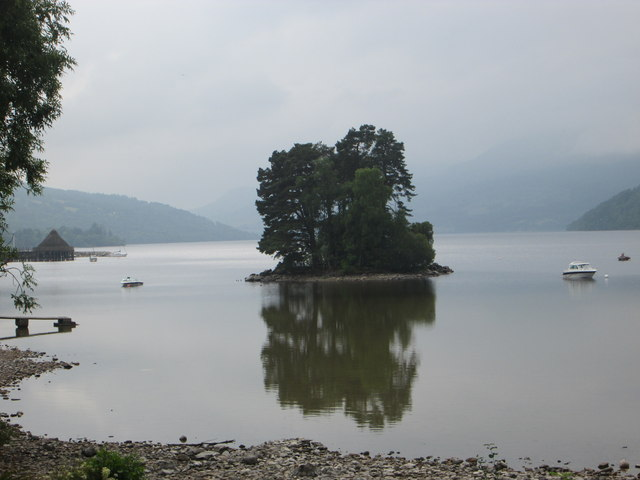
Der Isle of Spar Crannóg bei Kenmore im Loch Tay

Die Hauptstraße A827 führt am nördlichen Ufer des Sees entlang, das Südufer wird nur von einer einspurigen Straße für den lokalen Verkehr erschlossen. Sie verlässt die Hauptstraße bei den Wasserfällen Falls of Dochart in Killin und erreicht sie am anderen Ende des Sees wieder bei Kenmore. Sie ist sicherlich die landschaftlich reizvollere der beiden Strecken. 
Etwas südlich von Kenmore liegt das Scottish Crannog Centre, die Rekonstruktion eines der typischen Crannógs, die mit Pfählen in Seen gebaut wurden. Das rekonstruierte Gebäude kann man besichtigen. Circa einen Kilometer nordöstlich von Kenmore liegt das Taymouth Castle mit angrenzendem Golfplatz. Das Taymouth Castle ist aufgrund von Sicherheitsvorschriften nicht öffentlich zugänglich.
Als Badesee für Reisende eignet sich Loch Tay nur bedingt, weil es sehr schwierig ist, das Ufer mit dem Auto zu erreichen. Nur an wenigen Stellen gibt es eine Zufahrt, so bei Kenmore, bei Killin, und an einigen Stellen entlang der südlich verlaufenden Straße. Auch zu Fuß ist der See nur an wenigen Stellen zugänglich, da das Ufer fast überall privat genutzt wird und als Weideland dient.

## Geschichte
In früheren Zeiten gab es entlang des Sees viele kleine Bauernhöfe, aber diese wurden zum großen Teil während der Highland Clearances des 19. Jahrhunderts zerstört und heute lohnt die Landwirtschaft hier nicht mehr, der Tourismus ist eine ergiebigere Einnahmequelle. 
Es gab einmal einen Eisenbahnanschluss von der Strecke Callander nach Oban, der bis Killin führte. Dort nahm man den Dampfer über den See nach Kenmore, und von dort war es nur ein kurzes Stück per Postkutsche bis zum Bahnanschluss in Aberfeldy, von wo die Bahnfahrt nach Perth oder in den Norden weitergehen konnte. Sowohl die Eisenbahn als auch der Dampfer verkehren nicht mehr. Seit dem Jahr 2005 wird der alte Anlegesteg aber wieder von einem modernen Touristendampfer angefahren.